# Jean Speegle Howard
Jean Speegle Howard (Duncan, Oklahoma; 31 de enero de 1927-Los Ángeles, California; 2 de septiembre de 2000) fue una actriz estadounidense de cine y televisión. Apareció en más de 30 series de televisión, la mayoría comedias, como Married... with Children (1994-1996), pero también en otras como Grace Under Fire (1993) y Buffy the Vampire Slayer (1997). Su carrera se extendió desde 1975 hasta 2000, y se desarrolló principalmente durante las décadas de 1980 y 1990.

## Biografía
Nació como Jean Francis Speegle en Duncan, Oklahoma, y sus padres fueron Louise y William Allen Speegle. Se casó con el actor Rance Howard, también originario de Duncan, en 1949. Sus hijos son el actor y director Ron Howard y el actor Clint Howard, y sus nietas las actrices Bryce Dallas Howard y Paige Howard.
Apareció en la película Matilda (1996) en el papel de la Sra. Phelps, la bibliotecaria. En un episodio de Roseanne (1995), interpretó a una vecina a la que le gustaba andar desnuda por su casa, causando la incomodidad de Dan (John Goodman) y Roseanne (Roseanne Barr), que la ven desde la ventana de su habitación. También apareció en Two of a Kind, junto a Mary-Kate y Ashley Olsen. En esta serie también apareció su marido Rance, y ambos interpretaban a dos vecinos que se enamoraban y comenzaban un romance juntos. En uno de sus últimos papeles importantes en el cine, Howard interpretó a la madre del astronauta James A. Lovell (interpretado por Tom Hanks) en la película Apolo 13 (1995), dirigida por su hijo Ron.
Howard falleció en Los Ángeles el 2 de septiembre de 2000 a los 77 años de edad. La película El Grinch, estrenada ese mismo año, dirigida y producida por su hijo Ron y en la que aparecen su otro hijo, Clint, su marido Rance y su nieta Bryce, está dedicada a su memoria.

## Filmografía
- Old paint (1969) - Mother
- Huckleberry Finn (1975) - Widow Douglas
- Cocoon (1985) - Woman
- Gung Ho (1986) - Lady in Market
- A Smoky Mountain Christmas (1986) - Old Lady Jezebel
- Matlock (1987) - Mrs. Wilson
- Moonlighting (1987) - Mrs. Cousins
- Scrooged (1988) - Mrs. Claus
- Life Goes On (1989) - Miss Pit
- Equal Justice (1990) - Rose Heckl
- Fall from Grace (1990) - Leota Doyle
- We'll Take Manhattan (1990) - Mrs. Feinberg
- Dream On (1990) - Mrs. Donner
- The Big One: The Great Los Angeles Earthquake (1990) - Woman on Street
- Adam 12 - Old Lady
- I Don't Buy Kisses Anymore (1992) - Elderly Woman
- The Wonder Years (1993) - Jane Gustavson
- Fallen Angels (1993) - Dolly
- Lois & Clark (1993-1996) - Bertha Emory
- Empty Nest (1994) - Mildred
- The Paper (1994) - Hospital Volunteer
- Search and Rescue (1994) -
- Runway One (1995) - Woman at Homestead
- Roseanne (1995) - Irene Cornelli
- Apolo 13 (1995) - Blanch Lovell
- Matilda (1996) - Sra. Phelps (la bibliotecaria).